# داني غوتليب
داني غوتليب (بالإنجليزية: Danny Gottlieb)‏ هو عازف جاز أمريكي، ولد في 18 أبريل 1953 في نيويورك في الولايات المتحدة.

## وصلات خارجية
- الموقع الرسمي
- داني غوتليب على موقع ميوزك برينز (الإنجليزية)
- داني غوتليب على موقع أول ميوزيك (الإنجليزية)
- داني غوتليب على موقع ديسكوغز (الإنجليزية)